# Miện Ninh
Miện Ninh (chữ Hán giản thể:冕宁县, Hán Việt: Miện Ninh huyện) là một huyện thuộc Châu tự trị dân tộc Di Lương Sơn, tỉnh Tứ Xuyên, Cộng hòa Nhân dân Trung Hoa. Huyện này có diện tích 4420 km2, dân số 310.000 người. Huyện Miện Ninh là nơi sinh sống của các dân tộc: người Hán, người Hồi, người Di, người Tạng. Trung tâm phóng vệ tinh Tây Xương nằm ở trong địa giới huyện này. Các sông chảy qua Miện Ninh có Nhã Lung Giang và An Ninh Giang. Di Hải Kết Minh thời Trường Chinh của Hồng Quân Trung Quốc diễn ra ở đây.

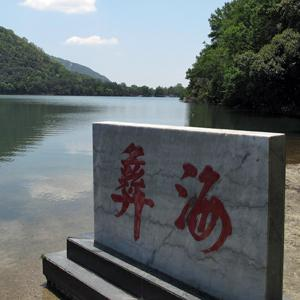
Miện Ninh